# ۵۶ (پیش از میلاد)
۵۶ (پیش از میلاد) ۵۶مین سال قبل از تقویم میلادی است.